# Serpentinväg

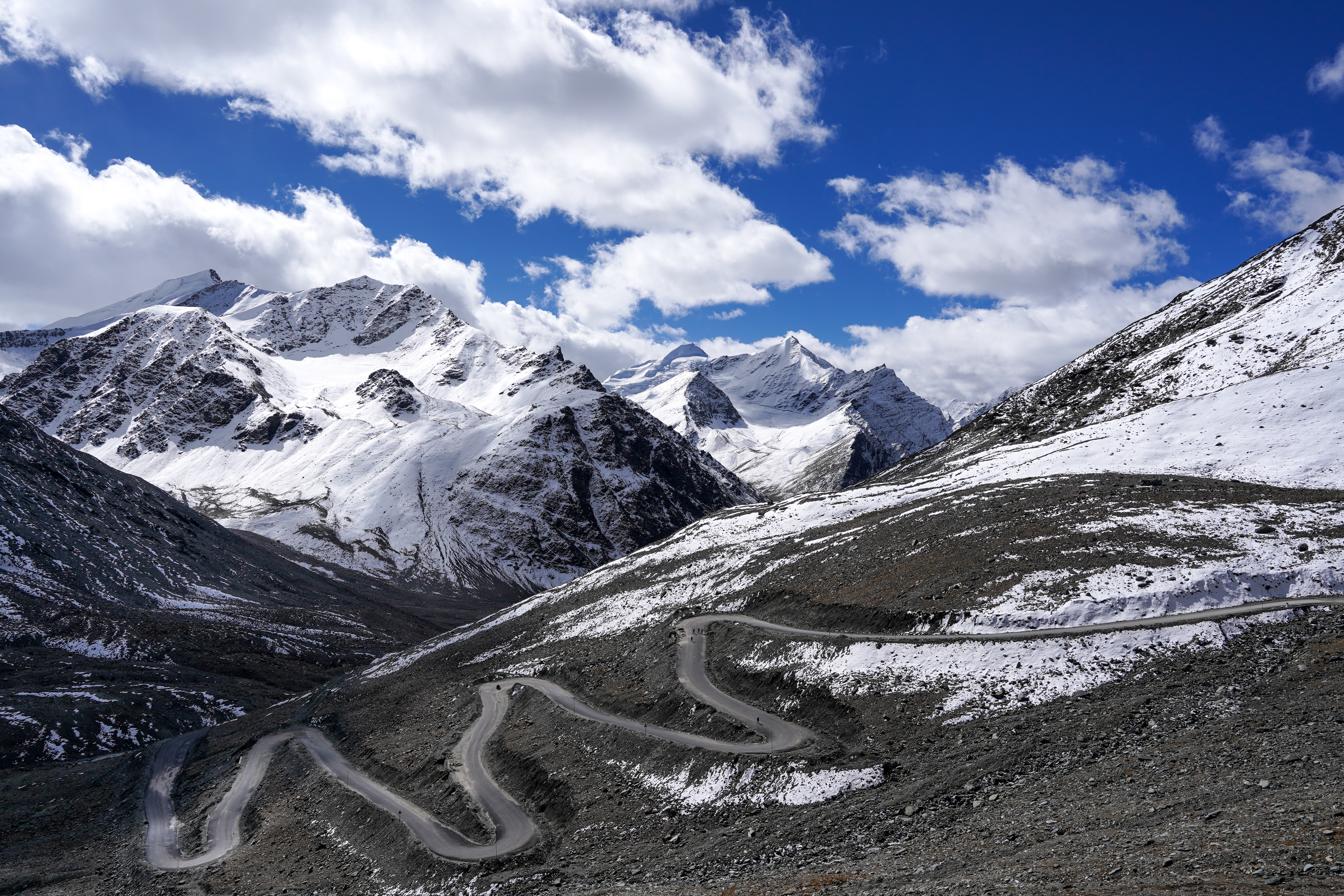
Serpentinväg i norra Indien.

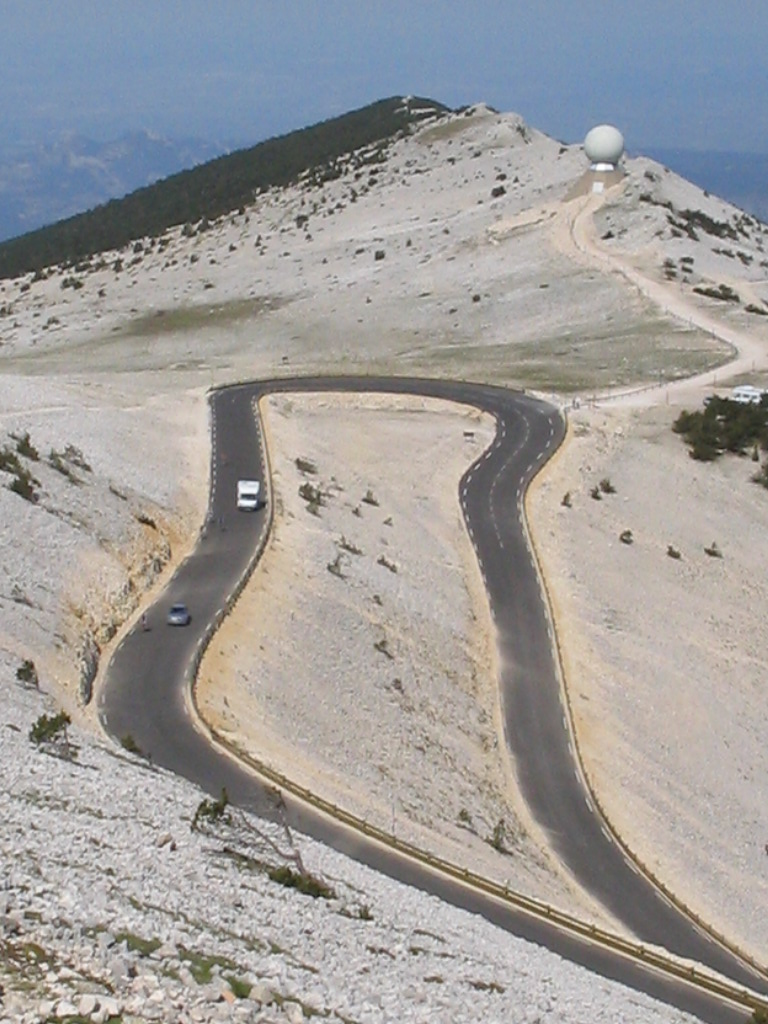
Hårnålskurva på Mont Ventoux i södra Frankrike.

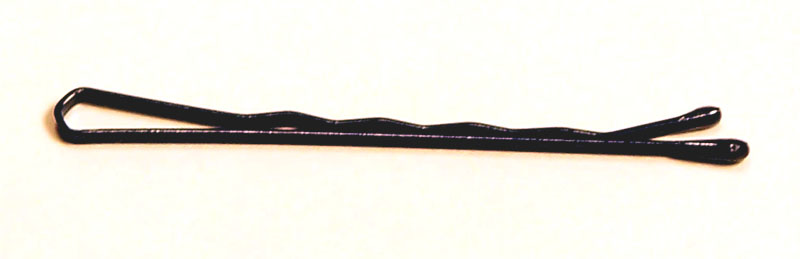
Hårnål.

En serpentinväg (från latin serpentinus, "orm-", ur serpens, "orm") är en väg som går i kraftiga kurvor, så kallade hårnålskurvor, eller serpentiner, oftast uppför ett berg. 
Sådana vägar är vanliga i bland annat Österrike, Kroatien, Tyskland, och Norge där bergsområdena generellt är tätt befolkade. I Danmark finns den enda serpentinvägen norr om staden Vejle.
I Sverige finns relativt få serpentinvägar eftersom landets fjällområden generellt har låg befolkningstäthet. I de svenska fjälltrakterna har de större vägarna ofta byggts längs med dalgångarna i västlig eller nordvästlig riktning, där de flesta så småningom löper över den norska gränsen. I och med att så få bor i Sveriges fjällvärld behöver ingen stor väg löpa parallellt genom fjällkedjan på samma sätt som är nödvändigt på många platser i Norge. Resande norrut hänvisas istället till vägarna i inlandet eller östkusten. I delar av framför allt södra Europas bergskedjor är serpentinvägar mycket vanliga, eftersom dessa områden är relativt tätbefolkade.

## Serpentinvägar i Sverige
- Vägen upp på Tossebergsklätten i Värmland är en serpentinväg. Den har en längd på ca 2 km och en nivåskillnad på omkring 200 meter.
- Ådalsvägen i Huskvarna är en ca 3 km lång relativt brant vägsträcka som stundtals övergår till serpentinväg i de brantaste partierna. Nivåskillnaden på sträckan uppgår till ca 110 meter.
- Tottvägen och Fjällgårdsvägen i Åre by är typiska serpentinvägar. Eftersom de endast används som transportsträckor till hotell och restauranger är de sällan tungt trafikerade. Båda är omkring dryga kilometern långa och har en nivåskillnad på ca 200 meter.
- Ullådalsvägen i Ullådalen i Åre är en 4,7 km lång serpentinväg med en nivåskillnad på omkring 350 meter.
- Serpentinvägen i Söderåsens nationalpark, Skåne, är en ca 2 km lång serpentinväg med en nivåskillnad på omkring 100 m.
- Serpentinvägen i Sundsvall består delvis av en serpentinväg.